# السيارة المدرعة طراز 93
السيارة المدرعة طراز 93 (بالإنجليزية: Type 93 armoured car (九三式装甲自動車) ) كانت سيارة مدرعة استخدمتها إمبراطورية اليابان قبل وأثناء الحرب العالمية الثانية في الصين.

## التصميم والتاريخ
تم تصميم الطراز 93 خصيصًا للعمل على السكك الحديدية أو الطرق.  كانت المركبة تحتوي على ثلاثة محاور؛ ولتوفير توازن أفضل وتحكم أفضل في المَيل، تم تركيب زوج من العجلات المعدنية المساعدة خلف المحور الأمامي.  يتكون التسليح من مدفع رشاش واحد عيار 7.7 ومدفع عيار 6.5 مم وأربعة مدافع رشاشة عيار 6.5 مم من نوع 91 أو أربعة رشاشات. ويمكن تخزين حامل المدفع الرشاش المضاد للطائرات داخل البرج العلوي.   وتعرف أيضًا باسم السيارة المدرعة من طراز 2593 «هوكوكو» أو السيارة المدرعة طراز 93 «كوكوسان». 
تم تصنيع الطراز 93 في الأصل للاستخدام من قبل وحدات البحرية اليابانية التابعة لقوات الإنزال البحري الخاصة .  كان الإنتاج محدودًا للغاية، حيث كان من المقدر إنتاج خمسة فقط للاستخدام في الصين.  تعتبر هذه السيارة ذات تصميم متفوق على سيارة «تشيودا» المدرعة . تم تصميم «غطاء السقف الجملوني» لصد القنابل اليدوية، كما سمحت اللوحة الأمامية المائلة لبرجها بإطلاق النار بالزاوية العالية اللازمة للوصول إلى الطوابق العليا من المباني في الشوارع الصينية الضيقة.  كان من المقرر استخدام السيارات المدرعة التابعة للبحرية الإمبراطورية اليابانية في الانتشار التكتيكي في المناطق الساحلية في الصين بالقرب من الموانئ والقواعد اليابانية. 

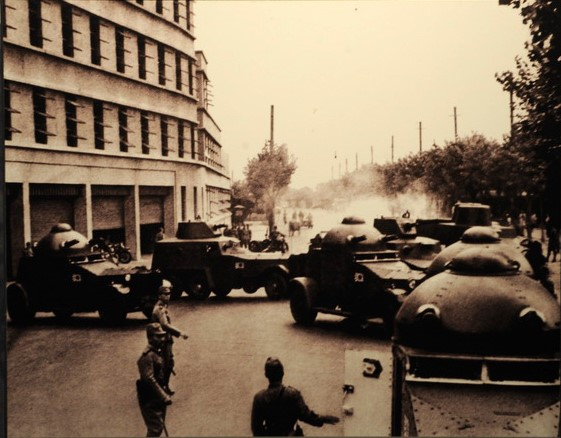
سيارات مدرعة يابانية في معركة شنجهاي. تظهر هنا سيارات «فيكرز كروسلي» المدرعة وسيارة مدرعة من طراز 93 (الثانية من اليسار).